# Klosterstraße (Trier)
Die Klosterstraße ist eine Straße in der rheinland-pfälzischen Stadt Trier im Stadtteil Pfalzel/Mosel. Sie verläuft zwischen Residenzstraße und An der Bastion.
Die Straße ist nach dem früheren Pfalzeler Benediktinerkloster und späteren Pfalzeler Kanonikerstift benannt. Vier Gebäude in der Straße sind historische Kulturdenkmäler. Während drei davon Bauwerke aus dem 18. Jahrhundert sind, handelt es sich bei der Klosterschenke bei Hausnummer 10 um die erhaltenen Überreste des Kanonikerstifts mit stattlichem Mansardwalmdach, einem siebenachsigen Kreuzgang von 1511–1513, der Petruskapelle aus dem späten 13. Jahrhundert. Am Ende der Straße befindet sich auch ein Teil der Denkmalzone Wallmauer.